# Калінінський район (Цілиноградська область)
Калі́нінський район (рос. Калининский район) — колишній район у складі Цілиноградської області Казахської АСРР (1935) та Казахської РСР (1936—1963).

## Історія
Район утворений 9 січня 1935 року з центром у селі Журавльовка у складі Карагандинської області. 29 липня 1936 року зі складу району був виділений Новочеркаський район. Того ж дня район перейшов до складу новоствореної Північноказахстанської області Казахської АСРР, з 5 грудня 1936 року — у складі Казахської РСР.
31 березня 1937 року Жарсуатська сільрада передана до складу Ново-Черкаського району Карагандинської області.
14 жовтня 1939 року район перейшов до складу Акмолинської області.
За даними 1951 року до складу району входили смт Колутон та 13 сільрад: Акимовська, Аксановська, Бодровольська, Єргалійська, Журавлинська, Камишинська, Кзил-Жарська, Ново-Братська, Ново-Колутонська, Орджонікідзевська, Старо-Колутонська, Урюпінська, Ярославська.
2 січня 1963 року район був ліквідований.